# مهندسی مایکروسافت
شرکت مایکروسافت دارای دوره‌های آموزشی فراوانی است که به‌طور رسمی و غیررسمی در بیشتر نقاط دنیا برگزار می‌شود. در پایان هر دوره هر دانشجو می‌تواند با گذراندن آزمون‌های بین‌المللی مدرک آن دوره را از شرکت مایکروسافت اخذ نماید و به عنوان کاربر حرفه‌ای شرکت در آن دوره شناخته شود و برای دستیابی به مدرک مهندسی مایکروسافت هر دانشجو باید هفت دوره را با موفقیت بگذراند و در آزمون نهایی هر دوره نیز پذیرفته شود. پس از پایان دوره آن دانشجو به عنوان مهندس مایکروسافت در کل دنیا با یک شناسه کاربری منحصر به فرد شناخته می‌شود.
تخصص یک مهندس مایکروسافت در طراحی، برنامه‌ریزی، هدایت و اشکال‌یابی شبکه‌های کامپیوتری مبتنی بر سیستم‌عامل ویندوز است. یک مهندس سیستمهای مایکروسافت می‌بایست تمامی زیرساختهای لازمه برای ایجاد یک شبکهٔ رایانه‌ای را بداند و با توجه به نیازهای شرکت متبوع بهترین راه حل را برای بهینه‌کردن امور در اختیار آن شرکت قراردهد.
طبق اعلام از سایت مایکروسافت۳۰ ژوئن ۲۰۲۰ آخرین فرصت اخذ مدرک Mcse-Mcsd-mcsa می‌باشد.
و پس از آن دیگر هیچ‌کدام از آزمونهای سری ۰۰۰–۷۰ برگزار نخواهد شد.

## فهرست اختصارات
MCT = Microsoft Certified Trainer
MOS = Microsoft Office Specialist
MCP = Microsoft Certified Professional
MCSE = Microsoft Certified Solutions Expert
MCSD = Microsoft Certified Solution Developer
MCSA = Microsoft Certified System Administrator
MCDBA = Microsoft Certified Database Administrator
MCDST = Microsoft Certified Desktop Support Technician
به عنوان یک متخصص IT شما دو اعتبار نامه مختلف برای کسب مهارت در سیستمهای windows server 2016 می‌توانید کسب کنید. یکی2016 MCSA و دیگری2016 MCSE و این شما هستید که باید تصمیم بگیرید کدام یک با شغل شما همخوانی بیشتری دارد. این دوره‌ها، طبق انتشار نسخه‌های مختلفی از ویندوز سرور، به صورت دوره ای، از نظر محتوا و نام دوره، بروزرسانی می‌شوند.
مایکروسافت پیشنهاد می‌کند اگر شما مسئول مدیریت، نگهداری و عیب‌یابی یک سیستم هستید و ۶ تا ۱۲ ماه سابقه کار در این زمینه را دارید مدرک MCSA را انتخاب کنید و اگر وظیفه شما برنامه‌ریزی، طراحی و اجرای سیستمها است و دارای حداقل یک سال سابقه کار در این زمینه هستید MCSE را انتخاب کنید.

## مهندسی سیستم‌ها (MCSE)
مدرک MCSE مایکروسافت اولین مدرک برای متخصصین IT است که وظیفه تحلیل، طراحی و اجرای سیستمهای مبتنی بر ویندوز را در دفاتر و ادارات مختلف به عهده دارند. این مدرک برای افرادی مناسب است که در یکی از پستهای مهندس یا تحلیلگر سیستمها، مهندس بخش فنی، مهندس یا تحلیلگر شبکه و مشاور فنی مشغول به فعالیت هستند. جهت کسب این مدرک هر داوطلب باید مجموعا ۷ امتحان را پشت سر بگذارد.

## مدیریت سیستم‌ها (MCSA)
این مدرک که تقریباً از سال ۲۰۰۲ وارد مجموعه مدارک فنی مایکروسافت شد برای آن دسته از متخصصین IT طراحی شده‌است که نیاز به مدیریت، پشتیبانی و نگهداری از یک سیستم را دارند و وجه مشخصه آن با MCSE این است که نیاز به گذراندن هیج امتحانی که شامل طراحی سیستم می‌شود ندارد.
این مدرک برای افرادی مناسب است که در یکی از پستهای مدیریت سیستمها، مدیریت شبکه، مدیریت سیستم‌های اطلاعاتی، تحلیلگر عملکردهای شبکه، تکنیسین شبکه و متخصص بخش پشتیبانی مشغول به کار هستند. جهت دریافت این مدرک باید چهار امتحان را پشت سر بگذارید که شامل سه امتحان اصلی و یک امتحان انتخابی می‌باشد.

## نسل جدید مدارک مایکروسافت
با ارائه win8 , Server 2012 و نگاه ویژه مایکروسافت در این نسل از سیستم عاملهایش به تکنولوژیهای نوینی همچون Virtualization و Cloud، نیاز مبرم به متخصصین مسلط و آشنا به تکنولوژیهای موجود در این سیستم عاملها هر روز بیشتر خواهد شد و برای همگام شدن و عقب نماندن از گردونه رقابت در دنیای IT، متخصصینی که در این زمینه فعالیت می‌کنند یا قصد ورود به این حوزه را دارند می‌بایست بی درنگ دانش مورد نیاز را کسب نموده و سطح علمی و توان اجرایی خود را ارتقاء بخشند.
شرکت مایکروسافت دو مدرک جدید به نامهای MCSE 2016 , MCSA 2016 طراحی و ارائه نموده‌است تا مبین سطح علمی و توان فنی متخصصین IT به منظور طراحی، پیکربندی، مدیریت و پشتیبانی شبکه‌های کامپیوتری مبتنی بر Win10 , Server 2016 باشد.
دو اصطلاح MCSE,MCSA در مدارک جدید مایکروسافت، کوتاه شده عبارات زیر می‌باشند.
MCSA :Microsoft Certified Solutions Associate
MCSE :Microsoft Certified Solutions Expert

## مدرک MCSA 2016
برای به دست آوردن این مدرک، داوطلب می‌بایست در سه آزمون زیر موفقیت کسب نماید.
70-740 - Installing and Configuring Windows Server 2012
70-741 - Administering Windows Server 2012
70-742 - Configuring Advanced Windows Server 2012 Services
متخصصینی که هر یک از مدارک زیر را دارا باشند می‌توانند به جای سه آزمون بالا، با یک آزمون ارتقاء (۴۱۷–۷۰) مدرک MCSA 2012 را به دست آورند.
MCSA: Windows Server 2008 = MCITP Server Admin 2008 or MCITP Enterprise Admin 2008
MCITP: Virtualization Administrator
MCITP: Enterprise Messaging Administrator
MCITP: Lync Server Administrator
MCITP: SharePoint Administrator
MCITP: Enterprise Desktop Administrator

## مدرک: MCSE 2016
شرکت مایکروسافت برای سال ۲۰۱۶ مدرک و داکیومنت معتبر جهت دوره Mcse 2016 ارایه نداد که این موجب سردرگمی آموزشگاه‌ها شد و هرکدام به صورت خودمختار یکی از مباحث مایکروسافتی را تدریس می‌کنند.
اما در سال ۲۰۱۲ رویه به این ترتیب بوده است:
پس از کسب مدرک MCSA 2012، دارندگان این مدرک می‌بایست در دو آزمون زیر نیز موفق بوده تا به عنوان MCSE 2012 نائل گردند.
MCSA: Windows Server 2012 (Prerequisite)
70-413 - Designing and Implementing a Server Infrastructure
70-414 - Implementing an Advanced Server
Infrastructure
طبق اعلام از سایت مایکروسافت۳۱ مارس ۲۰۱۷ آخرین فرصت اخذ مدرک Mcse2012 می‌باشد.
انتظار می‌رود هم‌اکنون که نسخهٔ جدید windows server 2019 منتشر شده است، شاهد دوره‌های Mcsa2019 و Mcse2019 باشیم.